# Wojsław (imię)
Wojsław, Wojesław, Wojisław, Wosław – staropolskie imię męskie, złożone z członów Woj- („wojownik”) i -sław („sława”). Oznacza „tego, który zdobywa sławę w wojnach”, „sławnego wojownika”. Imię to mogło przybierać także formę Wysław. Jego żeńskim odpowiednikiem jest Wojsława.
Wojsław imieniny obchodzi 2 listopada, jako wspomnienie bł. Wojsława z Prus, wspominanego razem z bł. Konradem.

## Znane osoby noszące imię
- Wojsław – kasztelan małogoski, podkomorzy krakowski

## Miejscowości nazwane od imienia
- Wojsław w województwie opolskim.